# La Mina
La Mina — двадцать восьмой студийный альбом итальянской певицы Мины, выпущенный в 1975 году на лейбле PDU.
В еженедельном хит-параде альбомов он занял третье место, в годовом рейтинге пластинка попала на пятое место.
Изначально распространялся как двойной альбом вместе с Minacantalucio, впоследствии они продавались по отдельности.
Фотография для обложки была сделана во время исполнения песни «Distanze» на передаче «Adesso musica».

## Список композиций
| №  | Название                               | Автор(ы)                                         | Длительность |
| -- | -------------------------------------- | ------------------------------------------------ | ------------ |
| 1. | «Uappa»                                | Луиджи Альберти, Энрико Риккарди                 | 3:20         |
| 2. | «Ti accetto come sei»                  | Джино Паоли, Лоренцо Рагги, Армандо Бренна       | 3:54         |
| 3. | «Quasi come musica (A Song for You)»   | Джино Паоли, Клаудио Дайано, Леон Расселл        | 4:19         |
| 4. | «Racconto (C’est comme l’arc en ciel)» | Бруно Лауци, Юбер Жиро, Клод Лемель, Рачид Бахри | 3:44         |
| 5. | «Signora più che mai»                  | Франка Эвенджилисти, Фабио Массимо Кантини       | 4:47         |

| №  | Название                        | Автор(ы)                                                   | Длительность |
| -- | ------------------------------- | ---------------------------------------------------------- | ------------ |
| 1. | «Immagina un concerto»          | Андреа Ло Веккьо, Шел Шапиро                               | 4:13         |
| 2. | «L’importante è finire»         | Кристиано Мальджольо, Альберто Анелли                      | 3:21         |
| 3. | «Come un uomo (Comme un homme)» | Бруно Лауци, Юбер Жиро                                     | 3:07         |
| 4. | «Tu no»                         | Франка Эвенджилисти, Фабио Массимо Кантини, Антонио Когджо | 6:08         |
| 5. | «Di già»                        | Андреа Ло Веккьо, Шел Шапиро                               | 3:25         |

## Чарты
| Чарт (1975–76)           | Высшая позиция |
| ------------------------ | -------------- |
| Италия (Musica e dischi) | 5              |

| Чарт (1976)              | Позиция |
| ------------------------ | ------- |
| Италия (Musica e dischi) | 5       |